# Mariene provincie Tropische Noordwestelijke Stille Oceaan
De Mariene provincie Tropische Noordwestelijke Stille Oceaan (29) (Engels: Tropical Northwestern Pacific marine province) is een biogeografische provincie en ligt in het westen van de Grote Oceaan in het Marien rijk Centrale Indo-Pacific. De mariene provincie is vastgesteld door het World Wide Fund for Nature en The Nature Conservancy en is vernoemd naar de tropische wateren in het noordwesten van de Stille Oceaan.
In het noorden grenst het gebied aan de mariene provincie Warme Gematigde Noordwestelijke Stille Oceaan (9), in het oosten aan de mariene provincie Marshall-, Gilbert- en Ellice-eilanden (38) en in het zuidwesten aan de mariene provincie Westelijke Koraaldriehoek (30).

## Geografie
De mariene provincie ligt rond de Bonin-eilanden en vier andere eilanden van Japan, rond de eilandengroep de Marianen, met de Noordelijke Marianen en Guam, en rond de eilandengroep de Carolinen in Micronesië en Palau.

## Biogeografie
Het gebied kent zeeleven dat houdt van tropische temperaturen.

## Mariene ecoregio's
Deze mariene provincie bestaat uit 4 mariene ecoregio's:
- Mariene ecoregio Ogasawara-eilanden (122)
- Mariene ecoregio Marianen (123)
- Mariene ecoregio Oostelijke Carolinen (124)
- Mariene ecoregio Westelijke Carolinen (125)